# Трудовое (Соль-Илецкий район)
Трудово́е — село в Соль-Илецком районе Оренбургской области России. Административный центр Трудового сельсовета.

## География
Село находится на правом берегу реки Илек, на расстоянии 11 км к юго-западу от города Соль-Илецк, административного центра округа.

### Часовой пояс
Село Трудовое, как и вся Оренбургская область, находится в часовой зоне МСК+2. Смещение применяемого времени относительно UTC составляет +5:00.

## История
Основано в 1820 году как село Мертвецовка красноуфимскими казаками. Существует две версии такого названия: по одной — село назвали по фамилии офицера Мертвецова, по второй — при рытье землянок казаки наткнулись на могилу.
В 1962 году указом Президиума Верховного Совета РСФСР село переименовано в Трудовое.

## Население
| 2010 | 2012 | 2013 | 2014 |
| ---- | ---- | ---- | ---- |
| 780  | ↘771 | ↘759 | ↗795 |